# 윌프레드 루카스
윌프레드 루카스(Wilfred Lucas, 1871년 1월 30일 ~ 1940년 12월 13일)는 캐나다의 각본가, 연극 배우, 영화배우, 가수, 영화 감독이다.

## 영화
- 울프 선장 (1941년)
- 버지니아 시티 (1940년)
- 인간 에디슨 (1940년)
- 그들은 밤에 달린다 (1940년)
- 닷지 시티 (1939년)
- 네 명의 딸들 (1938년)
- 딕 트레이시 (1937년)
- 네이비 블루 앤 골드 (1937년)
- 딤플스 (1936년)
- 상어섬의 죄수 (1936년)
- 메리 오브 스코틀랜드 (1936년)
- 모던 타임즈 (1936년) - 젊은 경관 역
- 아이 파운드 스텔라 패리시 (1935년)
- 트랜서틀랜틱 메리-고-라운드 (1934년)
- 몬테 크리스토 백작 (1934년)
- 지옥의 시장 (1933년)
- 시스터 투 쥬다스 (1932년)
- 빅 시티 블루스 (1932년) - 폴리스맨 역
- 마담 사탄 (1930년)
- 상상해 보라 (1930년)
- 타잔 - 엘모 린콘 편 2 (1918년)
- 인톨러런스 (1916년)
- 말괄량이 길들이기 (1908년)